# للحياة ثمن (مسلسل)
للحياة ثمن هو مسلسل بحريني من تأليف أسمهان توفيق وإخراج مازن ملص العرض الأول (1 رمضان 1431 هـ - 11 أغسطس 2010).

## طاقم العمل
- جاسم النبهان.
- منى عبد المجيد.
- بدرية أحمد.
- شمعة محمد.
- فاطمة عبد الرحيم.
- مشعل الجاسر.
- آلاء شاكر.
- أنور احمد.
- وفاء مكي.
- جمال الغيلان.
- أحمد الصايغ.
- فارس الخالدي.
- إيمان البلوشي.
- عبد الرحمن محمد.
- محمد شريدة.
- حسن محمد.
- مها النمر.
- دانة آل سالم.
- هشام الغامدي.